# Hersiana Matmuja
Hersiana Matmuja (1 de febrero de 1990), también conocida como Herciana Matmuja o Hersi, es una cantante albanesa conocida por ser la representante de Albania en el Festival de la Canción de Eurovisión 2014 con la canción "One Night's Anger".

## Biografía
Hersiana Matmuja nació el 1 de febrero de 1990 en Kukës, Albania. Cuando ella era pequeña su familia se mudó a Tirana. Empezó a cantar a los ocho años y desde entonces ha participado en muchos festivales de canto y en el concurso de talentos "Ethet e se pretes mbrëma", donde fue una de los finalistas. Aunque no era muy famosa en Albania, participó numerosas veces en el Festivali I Këngës, donde ha obtenido buenos resultados, ganando en 2013. Ella estudia canto en la Accademia Nazionale di Santa Cecilia, en Roma. A pesar de que está formada en música clásica, tiene muchas influencias de la música pop.

## Festival de Eurovisión 2014
Herciana fue una de las participantes en la 52.ª edición del Festivali I Këngës, alzándose con la victoria con la canción "Zëmerimi i nje nate", con 69 puntos. La versión en inglés de la canción y el vídeo oficial salieron el 20 de marzo de 2014.